# OTCA
Die OTCA (port.: Organização do Tratado de Cooperação Amazônica / span.: Organización del Tratado de Cooperación Amazónica / engl.: Amazon Cooperation Treaty Organization (ACTO) / niederl.: De Organisatie van de Overeenkomst voor Amazonische Samenwerking (OOAS) ) – tratado heißt im Spanischen und Portugiesischen so viel wie „Staatsvertrag“ – ist die am 2. September 2003 aus dem Amazonaspakt (Tratado de Cooperación Amazonica, TCA) hervorgegangene Organisation der acht Amazonas-Anrainerstaaten.
Der Amazonaspakt wurde 1978 ins Leben gerufen, um die Zusammenarbeit der Amazonasländer zu stärken, damals in erster Linie mit dem Ziel, die jeweilige nationale Souveränität über die amazonischen Territorien gegenüber internationalen Interessen durchzusetzen. Später rückte der Gedanke der nachhaltigen Entwicklung Amazoniens immer stärker in den Vordergrund der Aktivitäten des Bündnisses.
Sitz ist seit der Gründung Brasília.

## Mitglieder
- Bolivien
- Brasilien
- Ecuador
- Guyana
- Kolumbien
- Peru
- Suriname
- Venezuela